# Céline Lévêque
Céline Lévêque (Angers, 1 de octubre de 1972) es una deportista francesa que compitió en natación sincronizada. Ganó seis medallas en el Campeonato Europeo de Natación entre los años 1989 y 1995.

## Palmarés internacional
| Campeonato Europeo | Campeonato Europeo      | Campeonato Europeo | Campeonato Europeo |
| Año                | Lugar                   | Medalla            | Prueba             |
| ------------------ | ----------------------- | ------------------ | ------------------ |
| 1989               | Bonn (RFA)              | Medalla de oro     | Equipo             |
| 1991               | Atenas (Grecia)         | Medalla de plata   | Dúo                |
| 1991               | Atenas (Grecia)         | Medalla de plata   | Equipo             |
| 1993               | Sheffield (Reino Unido) | Medalla de plata   | Dúo                |
| 1993               | Sheffield (Reino Unido) | Medalla de plata   | Equipo             |
| 1995               | Viena (Austria)         | Medalla de plata   | Equipo             |